# Pedro Fages
Pedro Fages Beleta (Guisona, Lérida, 1734 - Ciudad de México, 1794) apodado El Oso, fue un soldado y explorador español, segundo gobernador militar de Nueva California (posteriormente Alta California) entre 1770–1774, y gobernador de las Californias de 1782 a 1791.
Durante 1770, Fages exploró por tierra las bahías de San Francisco, San Pablo, el estrecho de Carquinez, el río San José y las áreas próximas y se ganó su apodo de «El Oso» mientras cazaba osos cerca de San Luis Obispo.

## Carrera
En 1767, el teniente Fages dejó España junto con los Voluntarios Catalanes hacia Nueva España para servir a las órdenes de Domingo Elizondo en Sonora. En 1769, Fages fue seleccionado por el Visitador José de Gálvez y Gallardo para dirigir la parte naval de la expedición de Gaspar de Portolá para fundar San Diego.
Fages embarcó en La Paz el 10 de enero de 1769, a bordo del buque San Carlos, y llegó a la bahía de San Diego el 29 de abril, después de navegar durante 200 millas fuera de rumbo a causa de errores cartográficos. Fages participó en las expediciones terrestres de 1769 y 1770, para localizar la Bahía de Monterrey. Durante estas expediciones fue ascendido a capitán.
Después de que Gaspar de Portolá dejara Nueva California en 1770, Fages sirvió como gobernador militar de Nueva California, con su cuartel general en el Presidio de Monterrey. Fages discutió con el padre Junípero Serra, presidente de las Misiones Españolas de la Alta California y fue reemplazado en 1774 por don Fernando Rivera y Moncada.
En 1777 Fages volvió a Sonora para luchar contra los apaches, y fue ascendido a teniente coronel. En 1782 fue nombrado gobernador de las Californias, reemplazando a Felipe de Neve, y volviendo a Monterrey, que había reemplazado a Loreto como la capital de las Californias en 1777. Fue promovido a coronel en 1789, y dimitió del cargo de gobernador en 1791.

## Gobernador de Las Californias
Fages, comenzó su gobernanción, cuando Gaspar de Portolá, dejó de gobernar, por lo que Frages se convierte en el segundo gobernador. En 1782, Fages, comienza su segundo gobierno, en el que renuncia el 11 de agosto de 1789, debido a que una chispa cayó sobre el techo de la bodega adyacente a los cañones. Las llamas se propagaron rápidamente por los techos de tule quemando la casa del gobernador, la del sargento, seis bodegas y las casas de siete soldados. Aproximadamente la mitad de los edificios del presidio quedaron reducidos a cenizas.

### 1.º Gobierno
Durante su primer año, tuvo dificultades de problemas de crecimiento y abastecimiento. En la misión de Monterrey habían sido abastecidos con suficientes provisiones y materiales para un año. Además de los cuatro misioneros, estaban allí Fages y sus 19 soldados. Ya con eso, Fages y sus voluntarios colaboraron con los soldados de cuera en la construcción de estructuras más permanentes, esto es, de adobe con techos de tejas, o de troncos que sostenían techumbres de tierra ya que se habla de edificios con techos planos.

### 2.º Gobierno
Fages comenzó su tarea inspeccionando la fuerza del presidio de San Diego. La encontró en buenas condiciones que atestigua los cambios ocurridos desde su administración anterior. Los edificios se hallaban en buen estado. La muralla se había construido de adobe y Fages no dice que necesitara repararse o completarse lo que hace pensar que encuadraba todos los edificios donde vivían unas 150 personas.

## Expediciones
(Si puedes ayudar, hazlo)